# Perilimnia albifacies
Perilimnia albifacies är en tvåvingeart som beskrevs av Becker 1919. Perilimnia albifacies ingår i släktet Perilimnia och familjen kärrflugor. Inga underarter finns listade i Catalogue of Life.